# Toni Salgado
Toni Salgado, all'anagrafe Antonio Salgado (Verín, 29 aprile 1978), è un attore spagnolo, noto per aver interpretato il ruolo di Íñigo Maqueda nella soap Il segreto (El secreto de Puente Viejo).

## Biografia
Toni Salgado è nato il 29 aprile 1978 a Verín, in provincia di Ourense, nella comunità della Galizia (Spagna), fin da piccolo ha mostrato un'inclinazione per la recitazione.

## Carriera
Toni Salgado ha partecipato a numerosi spettacoli teatrali e rappresentazioni del Galizian Dramatic Center, nonché serie televisive e film e ha studiato regia presso la Galizian Dramatic Art School. Ha recitato in varie serie come nel 2006 in Pratos combinados, nel 2009 in Mar libre, nel 2011 in Piratas, nel 2012 e nel 2013 in Escoba!, nel 2014 in Pazo de familia, nel 2015 in Hospital real, nel 2017 in El final del camino, nel 2018 in Os fillos do sol, Serramoura, in El punto frío e in Sabuesos, nel 2018 e nel 2020 in Il sapore delle margherite (El sabor de las margaritas), nel 2019 in A estiba, nel 2020 in Vivere senza permesso (Vivir sin permiso), in Néboa e ne La casa di carta (La casa de papel) e nel 2022 in Rapa. Ha anche recitato in film televisivi come nel 2014 in Códice, nel 2017 in Os fillos do sol e nel 2018 in Contou Rosalía. Nel 2019 e nel 2020 è stato scelto per interpretare il ruolo di Íñigo Maqueda nella soap opera in onda su Antena 3 Il segreto (El secreto de Puente Viejo) e dove ha recitato insieme ad attori come Silvia Marsó, María Bouzas, Manuel Regueiro, Alejandro Vergara, Adrián Pedraja, Laura Minguell, Sara Sanz, Berta Castañé e Adrián Expósito. Oltre ad aver recitato in serie televisive, ha preso parte anche a film come nel 2010 in Doentes, nel 2017 in Contou Rosalia, in Os fillos do sol e in La declaración de los objetos e nel 2018 in Gun City (La sombra de la ley). Ha anche recitato in cortometraggi come nel 2011 in Carapuchiña e o povo feroz, nel 2017 in Paxaro Escuro e nel 2020 in Pequeno valse vienés, mentre nel 2014 ha preso parte al videoclip Worms. cró!.

## Filmografia

### Cinema
- Doentes, regia di Gustavo Balza (2010)
- Contou Rosalia, regia di Zaza Ceballos (2017)
- Os fillos do sol, regia di Ramón Costafreda e Kiko Ruiz Claverol (2017)
- La declaración de los objetos, regia di Cristóbal Arteaga (2017)
- Gun City (La sombra de la ley), regia di Dani de la Torre (2018)

### Televisione
- Pratos combinados – serie TV (2006)
- Mar libre – serie TV (2009)
- Piratas – serie TV (2011)
- Escoba! – serie TV (2012-2013)
- Pazo de familia – serie TV (2014)
- Códice, regia di Jorge Cassinello – film TV (2014)
- Hospital real – serie TV (2015)
- El final del camino – serie TV (2017)
- Os fillos do sol, regia di Ramón Costafreda e Kiko Ruiz Claverol – film TV (2017)
- Serramoura – serie TV (2018)
- Contou Rosalía, regia di Zaza Ceballos – film TV (2018)
- El punto frío – serie TV (2018)
- Sabuesos – serie TV (2018)
- Il sapore delle margherite (El sabor de las margaritas) – serie TV (2018, 2020)
- A estiba – serie TV (2019)
- Vivere senza permesso (Vivir sin permiso) – serie TV (2020)
- Néboa – serie TV (2020)
- La casa di carta (La casa de papel) – serie TV (2020)
- Il segreto (El secreto de Puente Viejo) – soap opera (2019-2020)
- Rapa – serie TV (2022)

### Cortometraggi
- Carapuchiña e o povo feroz, regia di José Araújo (2011)
- Paxaro Escuro, regia di Simón Casal (2017)
- Pequeno valse vienés, regia di Manuel Barreiro (2020)

### Videoclip
- Worms. cró!, regia di Jorge Deus (2014)

## Teatro
- O regreso ao deserto di B.M.Koltès (2006)
- Castronós. O baile (2007)
- A boa persoa de Sezuan di Bertolt Brecht (2008)
- Alicia & Alicia di Paula Carballeira (2010)
- Na meta di Thomas Bernhard (2010)
- Faust.Box di Fran Godón (2012)
- O Gordo e o Fraco di J. Mayorga (2013)
- La Tempestad di William Shakespeare (2014)
- Antiheroica (2014)
- O Principio de Arquímedes (2015)
- Raclette (2016)

## Riconoscimenti
- Premio María Casares
  - 2015: Vincitore come Miglior attore protagonista per l'opera teatrale O Principio de Arquímedes[15][16]
  - 2016: Candidato come Miglior attore non protagonista per l'opera teatrale Raclette
- Premio Mateo Mestre
  - 2019: Candidato come Miglior attore protagonista per la serie Il sapore delle margherite (El sabor de las margaritas)